# Кастро (округ, Техас)
Шаблон:StateAbbr_ 34°32′ пн. ш. 102°16′ зх. д. / 34.53° пн. ш. 102.26° зх. д.
Округ Кастро (англ. Castro County) — округ (графство) у штаті Техас, США. Ідентифікатор округу 48069.

## Історія
Округ утворений 1891 року.

## Демографія
За даними перепису 2000 року загальне населення округу становило 8285 осіб, зокрема міського населення було 4259, а сільського — 4026. Серед мешканців округу чоловіків було 4153, а жінок — 4132. В окрузі було 2761 домогосподарство, 2160 родин, які мешкали в 3198 будинках. Середній розмір родини становив 3,45.
Віковий розподіл населення поданий у таблиці:
| Стать    | До 15 років | 15-21 | 22-29 | 30-39 | 40-49 | 50-65 | 65-85 | Понад 85 |
| -------- | ----------- | ----- | ----- | ----- | ----- | ----- | ----- | -------- |
| Чоловіки | 1153        | 514   | 353   | 534   | 584   | 572   | 415   | 28       |
| Жінки    | 1076        | 469   | 352   | 490   | 560   | 576   | 534   | 75       |

## Суміжні округи
- Деф-Сміт — північ
- Рендалл — північний схід
- Свішер — схід
- Гейл — південний схід
- Лемб — південь
- Пармер — захід

## Виноски
1. ↑  U.S. Decennial Census. United States Census Bureau. Архів оригіналу за 12 квітня 2013. Процитовано 20 квітня 2015.
2. ↑  Texas Almanac: Population History of Counties from 1850–2010 (PDF). Texas Almanac. Архів оригіналу (PDF) за 26 лютого 2015. Процитовано 20 квітня 2015.
3. ↑  State & County QuickFacts. United States Census Bureau. Архів оригіналу за 8 липня 2011. Процитовано 9 грудня 2013.(англ.) Наведено за англійською вікіпедією.
4. ↑  American FactFinder. Бюро перепису населення США. Архів оригіналу за 29 липня 2011. Процитовано 31 січня 2008.

| США | Це незавершена стаття з географії США. Ви можете допомогти проєкту, виправивши або дописавши її. |